# Crematogaster patei
Crematogaster patei är en myrart som beskrevs av William F. Buren 1968. Crematogaster patei ingår i släktet Crematogaster och familjen myror. Inga underarter finns listade i Catalogue of Life.